# Манастир Вазнесења Господњег у Доњем Вардишту
Манастир Доње Вардиште је женски манастир Српске православне цркве посвећен Вазнесењу Господњем. Манастирска слава је Вазнесење Господње — Спасовдан.

## Положај
Манастир Вазнесења Господњег се налази у Доњем Вардишту на путу Вишеград-Ужице. Смјештен је у долини између Белог и Црног Рзава у подножју планине Варде. У саставу манастира се налази парохијски дом, конак и гостинске собе, монашке келије, иконописачка и радионица за шивење.

## Историјат
Црква Вазнесења Господњег је грађена од 1991. до 1996. године. Храм је освештао митрополит дабробосански Николај 21. јула 1996. године. Исте године је основана вардишка парохија издвајањем из добрунске парохије. Манастир је настањен монахињама од августа 2007. године.
У близини манастира у мјесту Ваган (Бијело Брдо) се налази дрвена капела која датира из 1870. године. Поред капеле, у Вардишту се налази и спомен-костурница коју су у спомен на погинуле синове и њихове саборце у Првом свјетском рату подигли Јосиф и Стана Матковић. Спомен-костурница је освештана на Видовдан 1932. године.